# Разоружение
Разоруже́ние — сокращение государствами средств ведения войны, которыми они обладают. 
Разоружение может быть как многосторонней, так и односторонней акцией (например, в связи с капитуляцией), может затрагивать как ограниченную территорию, так и ставить целью демилитаризацию всего земного шара. Сформировалось как одно из направлений внешней политики в XIX веке, впоследствии роль данного направления усиливалась. В настоящее время разоружение в основном направлено на контроль, ограничение и сокращение стратегических ядерных вооружений. Среди известных акций, договоров, соглашений и предложений о разоружении — соглашение Раша — Бэгота, Гаагские мирные конференции, «четырнадцать пунктов» как последствия Первой мировой войны, Конференция Лиги наций по разоружению, создание Организации Объединенных наций, Договор о запрещении испытаний ядерного оружия в атмосфере 1963 года, предложение об «открытом небе», Договор об Антарктике 1959 года, Договор о космосе 1967 года, Договор о морском дне 1971 года, Договор 1963 года о запрещении ядерного оружия в Латинской Америке, Договор о нераспространении ядерного оружия, Договоры о сокращении стратегических наступательных вооружений, международная конференция по запрещению противопехотных мин.

## История

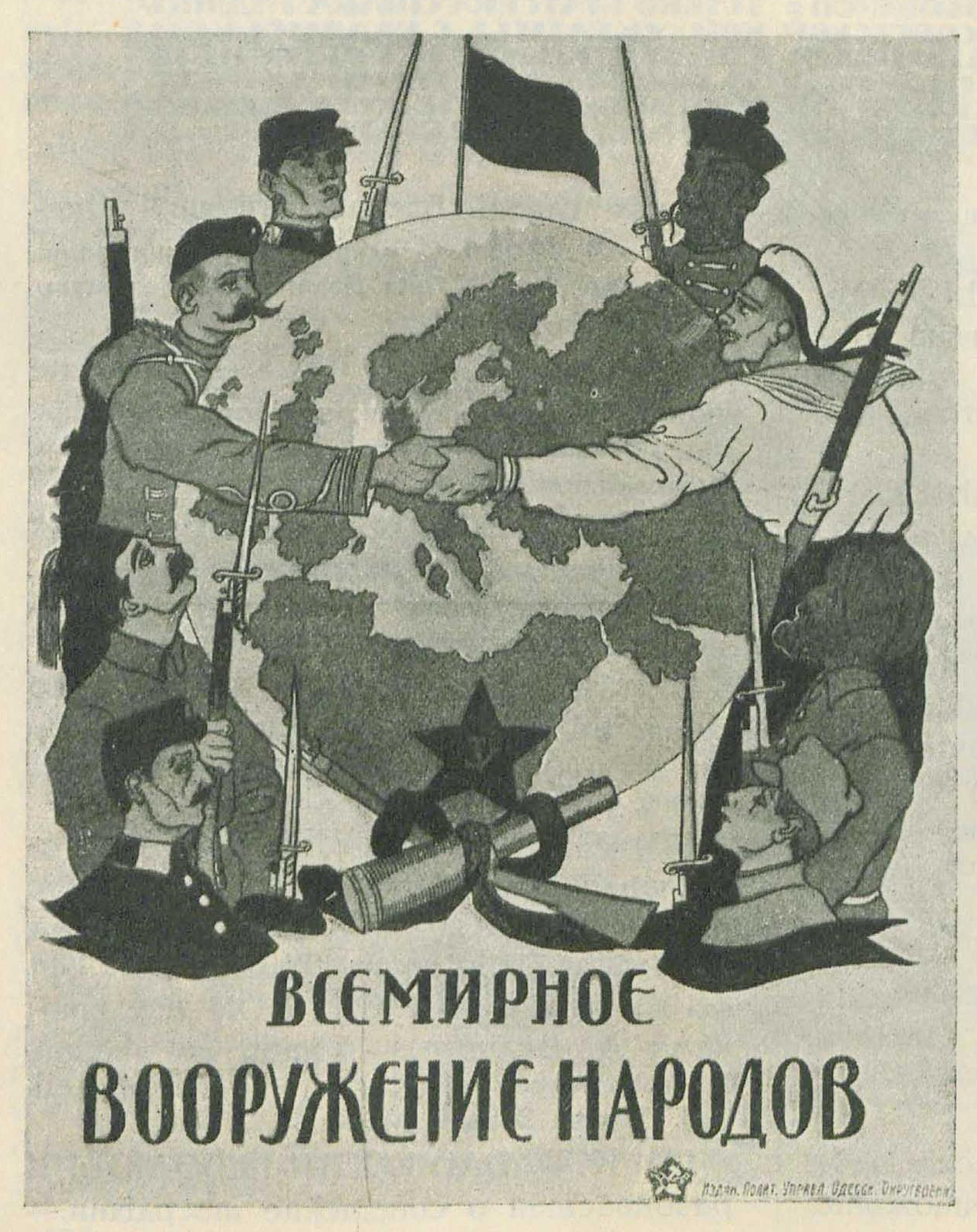
«Всемирное вооружение народов» — советский агитплакат

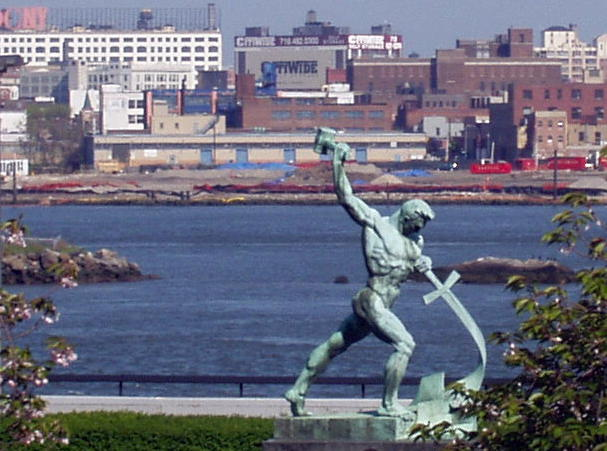
Статуя «Перекуём мечи на орала» у здания ООН, в Нью-Йорке, США.

Перед Первой мировой войной на Гаагских конференциях 1899 и 1907 годов правительственные делегации обсуждали вопрос разоружения и создания международного суда, обладающего сдерживающими механизмами. Создание суда посчитали необходимым, поскольку поняли, что национальные государства не могут разоружаться без регулирующего органа. После войны широко распространилось отвращение к бесполезности и огромной стоимости войны. Было популярно убеждение, что причиной войны явилось нарастающее наращивание вооружений в предыдущие полвека среди великих держав. Хотя Версальский договор эффективно разоружил Германию, было добавлено предложение, согласно которому все великие державы также призывались постепенно разоружиться в течение определенного периода времени. Эта цель была обозначена в соглашении о создании Лиги Наций. Соглашение обязывало подписавшие стороны сократить количество вооружений «до самого низкого уровня, соответствующего нуждам национальной безопасности и обеспечению совместных действий по международным обязательствам».
Один из первых успешных шагов по разоружению был совершен благодаря Вашингтонскому морскому соглашению (1922 года). Подписанное правительствами Великобритании, США, Японии, Франции и Италии, оно предотвратило продолжение строительства крупных военных кораблей и ограниченных судов другой классификации с водоизмещением менее 10000 тонн. Размер военно-морского флота трех государств (Королевский флот, ВМС США и Императорский японский флот) был установлен в соотношении 5 — 5 — 3.
В 1921 году Лига Наций создала Временную смешанную комиссию по вооружению, чтобы изучить возможности разоружения. Были выдвинуты различные предложения: от уничтожения химического оружия и запрета стратегических бомбардировок до ограничений по использованию более традиционного оружия, например, танков. В 1923 году был составлен проект договора, который признал агрессивную войну незаконной и обязывал государства-члены защищать жертв агрессии силой. Поскольку бремя ответственности на практике легло бы на великие державы Лиги, англичане наложили на это обязательство вето, так как опасались, что оно помешает исполнению их собственных обязательств по защите империи.
Еще одна комиссия, созданная в 1926 году для изучения возможностей сокращения размера армии, авиации и флота столкнулась с аналогичными трудностями, побудив министра иностранных дел Франции Аристида Бриана и госсекретаря США Фрэнка Келлога разработать проект договора, известный как Пакт Бриана — Келлога, который осудил агрессивную войну. И хотя в пакте было 65 подписей, он не принес результатов, поскольку в нем не было никаких указаний насчет действий в случае войны.
Последняя попытка была сделана на Женевской конференции по разоружению (1932 — 1937 годов) под председательством бывшего министра иностранных дел Великобритании Артура Хендерсона. Германия потребовала пересмотра Версальского договора и предоставления военного паритета другим державам, в то время как Франция была полна решимости сохранить Германию демилитаризованной для собственной безопасности. Между тем, британцы и американцы не были готовы предложить Франции обязательства по безопасности в обмен на примирение с Германией. Переговоры закончились в 1933 году, когда Адольф Гитлер снял Германию с конференции.